# 가와베역 (아오모리현)
가와베역(일본어: 川部駅)은 일본 아오모리현 미나미쓰가루군 이나카다테촌에 위치한 동일본 여객철도의 철도역이다. 오우 본선의 소속역이며, 이 역을 기·종점으로 하는 고노 선에 대해서도 기술한다.

## 타는 곳
| 1 | ■ 고노 선   |        | 고쇼가와라 · 아지가사와 방면                       |
| 1 | ■ 오우 본선 |        | 히로사키 방면                                      |
| 2 | ■ 오우 본선 | (하행) | 나미오카 · 아오모리 방면                           |
| 3 | ■ 오우 본선 | (상행) | 히로사키 · 아키타 방면                             |
| 3 | ■ 고노 선   |        | 고쇼가와라 · 아지가사와 방면 (오우 본선 상행 직통) |

## 이용 현황
| 승차 인원 추이 | 승차 인원 추이 |
| 연도           | 1일 평균       |
| -------------- | -------------- |
| 2000           | 480            |
| 2001           | 471            |
| 2002           | 463            |
| 2003           | 419            |
| 2004           | 376            |
| 2005           | 351            |
| 2006           | 336            |
| 2007           | 336            |
| 2008           | 320            |
| 2009           | 300            |
| 2010           | 293            |
| 2011           | 307            |
| 2012           | 311            |
| 2013           | 344            |

## 역 주변
- 가와베 온천

## 인접 역
| 동일본 여객철도 오우 본선  | 동일본 여객철도 오우 본선 | 동일본 여객철도 오우 본선 |
| -------------------------- | ------------------------- | ------------------------- |
| 히로사키 히로사키 방면     | □ 쾌속                    | 기타토키와 아오모리 방면  |
| 나이조시 요코테 방면       | ■ 보통                    | 기타토키와 아오모리 방면  |
| 동일본 여객철도 고노 선    |                           |                           |
| 후지사키 히가시노시로 방면 | ■ 고노 선                 | 시·종착역                 |